# Datsun 240Z
Nissan S30 - спортивний автомобіль вироблявся компанією Nissan Motors в Японії з 1969 по 1978 роки. На японському ринку представлений під назвою Fairlady Z, на інших ринках під назвами Datsun 240z, а потім Datsun 260z і Datsun 280z.

## Опис

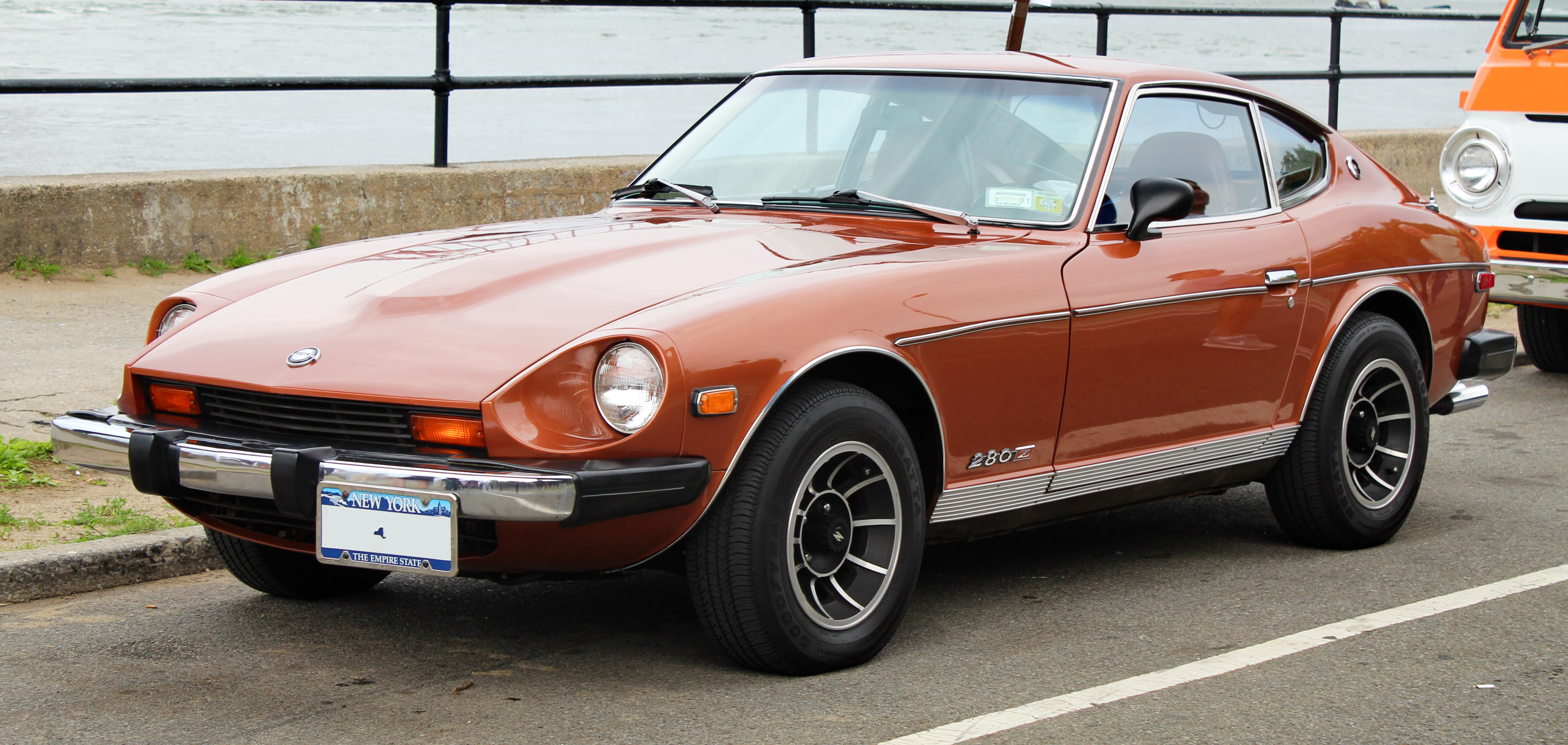
Datsun 280Z

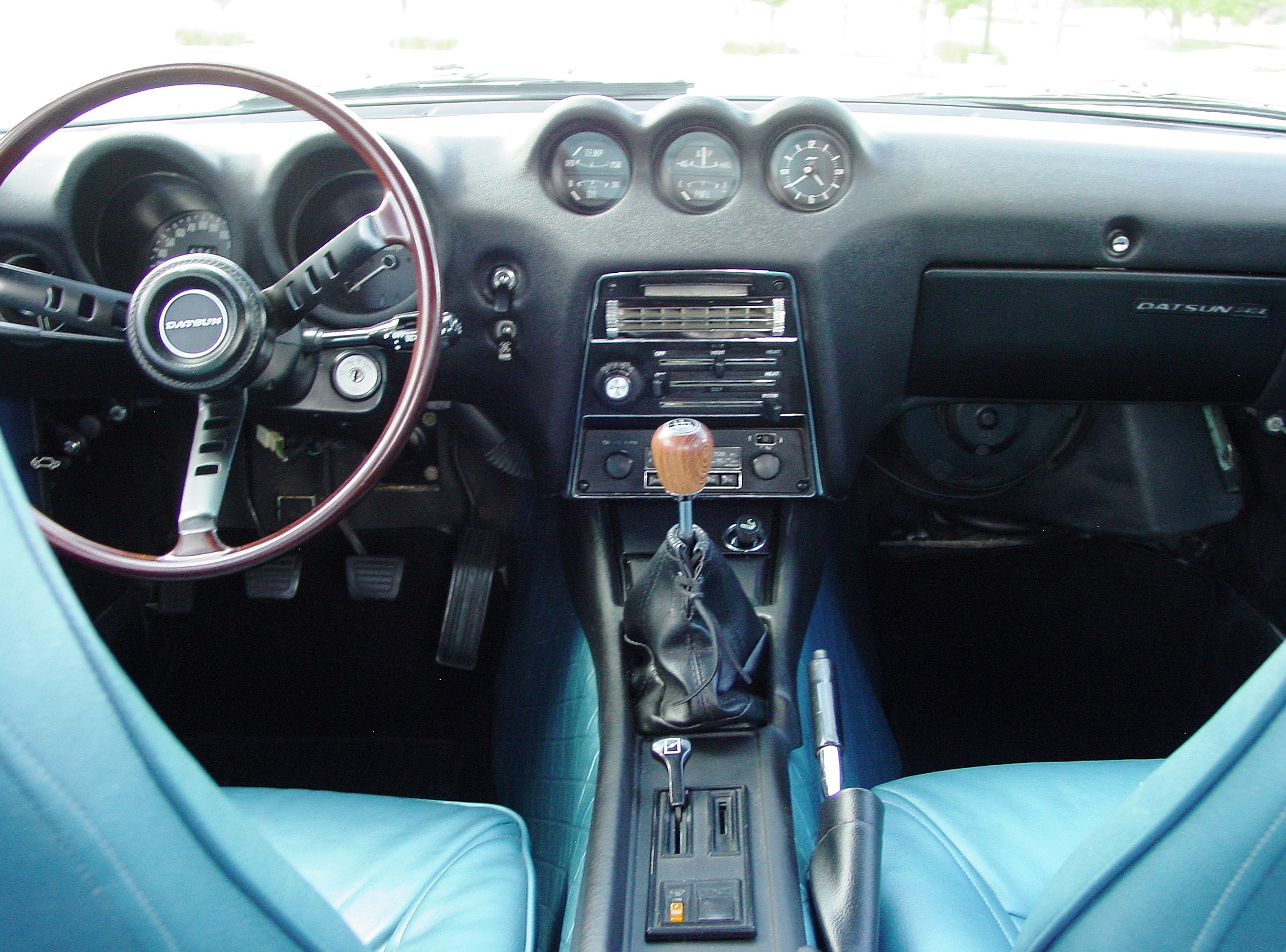

S30 була розроблена командою під керівництвом Йосіхіко Мацуо (Yoshihiko Matsuo), главою Nissan's Sports Car Styling Studio. HLS30 - позначення для моделі з лівим кермом, а HS30, відповідно, з правим.
Всі моделі мали незалежну підвіску Макферсон (запозичену з Datsun Laurel C30) і задні стійки Чепмен. Передні гальма були дисковими, а задні - барабанні. У 1973 році змінився карбюратор двигуна R6, відповідно до регулюванням викидів вуглекислого газу, але карбюратори з ранніх версій перевершували по продуктивності нові. Впорскування палива (L-Jetronic) використовувався в 280z з 1975 року в США. Це було в першу чергу для того, щоб позбутися від труднощів в отриманні потужності використовуючи карбюратор і в той же час було проведено нараду в США на тему регулювання викидів CO2.
Через відносно низьку ціну Fairlady, в порівнянні з іншими іноземними спорткарами того часу (Jaguar, BMW і так далі), вона стала популярною в США і мала великий успіх для Nissan Motor Corp., яка в цей же час продавала Datsun 240z в Північній Америці, також розширила поняття Японського автомобіля в малій ціновій категорії.
Після 1975 року на інших ринках крім США, продовжували з'являтися 260z і 280z, з 4-ма сидіннями. 240z мала відношення до сучасної моделі 240sx, яка в Японії відома як 180SX. Питома потужність: 145 к.с./тонна.

## Двигуни
- 2.0 л S20 DOHC 24v I6 (PS30) Fairlady Z
- 2.0 л L20 I6 (S30/GS30) Fairlady Z
- 2.0 л L24 I6 (HS30) Fairlady Z
- 2.4 л L24 I6 151 к.с. 198 Нм (240Z)
- 2.6 л L26 I6 162 к.с. 213 Нм (260Z)
- 2.8 л L28E I6 170 к.с. 221 Нм (280Z)